# Calcarobiotus digeronimoi
Calcarobiotus digeronimoi är en djurart som tillhör fylumet trögkrypare, och som beskrevs av Pilato, Binda och Oscar Lisi 2004. Calcarobiotus digeronimoi ingår i släktet Calcarobiotus och familjen Macrobiotidae. Inga underarter finns listade i Catalogue of Life.